# The Best of Ricky Martin
The Best of Ricky Martin es el segundo álbum recopilatorio que contiene las canciones grabadas en 1995 a 2001 del cantante puertorriqueño Ricky Martin, lanzado al mercado por Sony Music y Columbia Records el 13 de noviembre de 2001. Es la primera recopilación de sus éxitos en inglés. Hasta ahora se han vendido 10 000 000 de copias.

## Lista de canciones
| The Best of Ricky Martin |                                                                               |                                                                                        |          |  |
| N.º                      | Título                                                                        | Escritor(es)                                                                           | Duración |  |
| 1.                       | «Livin' La Vida Loca»                                                         | Luis Gómez Escolar, Desmond Child, Draco Rosa                                          | 4:03     |  |
| 2.                       | «María» (Pablo Flores Spanglish Radio Edit)                                   | Luis Gómez Escolar, K.C. Porter, Ian Blake                                             | 4:30     |  |
| 3.                       | «She Bangs»                                                                   | Desmond Child, Walter Afanasieff, Draco Rosa, Glenn Morning, Julia Sierra, Danny López | 4:40     |  |
| 4.                       | «Private Emotion» (con Meja)                                                  | Rob Hyman, Eric Bazilian                                                               | 4:01     |  |
| 5.                       | «Amor» (Saalam Remi's Chamaledon Remix)                                       | Draco Rosa, Randall Barlow, Liza Quintana                                              | 3:25     |  |
| 6.                       | «The Cup of Life» (The Offical Song Of World Cup, France '98)                 | Luis Gómez Escolar, Desmond Child, Draco Rosa                                          | 4:32     |  |
| 7.                       | «Nobody Wants to Be Lonely» (con Christina Aguilera)                          | Desmond Child, Victoria Shaw, Gary Burr                                                | 4:11     |  |
| 8.                       | «Spanish Eyes/Lola, Lola (Medley)» (Música tomada del vídeo "One Night Only") | Luis Gómez Escolar, Desmond Child, K.C. Porter, Draco Rosa, Ian Blake                  | 5:44     |  |
| 9.                       | «She's All I Ever Had»                                                        | Jon Secada, Draco Rosa, George Noriega                                                 | 4:55     |  |
| 10.                      | «Come to Me»                                                                  | Draco Rosa, David Resnik, James Goodwin                                                | 4:33     |  |
| 11.                      | «Amor» (Jonathan Peters's Remix)                                              | Draco Rosa, Randall Barlow, Liza Quintana                                              | 3:34     |  |
| 12.                      | «Loaded» (George Noriega Radio Edit)                                          | Jon Secada, Draco Rosa, George Noriega                                                 | 3:49     |  |
| 13.                      | «Shake Your Bon-Bon»                                                          | Desmond Child, Draco Rosa, George Noriega                                              | 3:12     |  |
| 14.                      | «Be Careful (Cuidado Con Mi Corazón)» (con Madonna)                           | Madonna, William Orbit                                                                 | 4:02     |  |

- Datos: Q2720699